# Сретењска велика народна скупштина
Сретењска велика народна скупштина је одржана 14. фебруара 1835. године на хришћански празник Сретење Господње, по којем носи назив.

## Сретењска велика народна скупштина
Ha основу хатишерифа Србија је добила право властите унутрашње управе, a с тим у вези било је потребно да се донесе устав и пропишу потребни закони. Милош се за тај посао припремао још раније утолико више што се и у народу, a нарочито међу народним старешинама, Јавио покрет који је тежио за тим да се Кнежева власт ограничи и да се заведе пуна законитост које дотле није било у мери која је била потребна. Био је припремљен и нови устав који је требало обнародовати. Да би се то извело, сазвана је за Сретење, 14. фебруара 1835. y Крагујевцу, велика народна скупштина на којој је било око 4000 лица, и то је највећа народна скупштина из времена Кнеза Милоша. На њој нису били само народне старешине, кметови и чиновници, него и од народа изабрани посланици, којима су трошкове подмиривали крајеви које су заступали на скупштини.
Скупштина је протекла врло свечано. Кнез Милош је држао беседу којом је скупштинарима објаснио систем нове управе која ће се завести. После тога прочитан је нови устав од поглавља до поглавља који је скупштина примила једногласно, јавним гласањем и без икаква претреса. Устав је, у ствари, био октроисан од стране Кнеза Милоша.
Сретењски устав први је устав вазалне Србије у коме се, y VIII глави, предвиђа и установа народне скупштине, a на основу тога устава установљено је и министарство.

## Одредбе Сретењског устава из 1835. о народној скупштини
Сретењски устав из 1835 садржи ове одредбе о народној скупштини:
- (Чл. 82) — Скупштина народна састоји се из сто, најодабранији, најразумнији, најпоштенији и повјереније народно у највећем степену заслужујући депутата из свију Окружија и свега Књажества Сербије. Како ће се ови депутати, и по колико од сваког Окружија бирати, докле ли њиово званије трајати, одредиће се особитим законом.
- (Чл. 83) — Сваки депутат кои би се бирао за Скупштину народну, не смје млађи бити од 30 година.
- (Чл. 84) — Сваки депутат народа шаље се у скупштину о трошку они који га шиљу.
- (Чл. 85) — Скупштина народна купи се сваке године по један пут о Ђурђевудне у пуном числу на позваније књажеског указа, ако ли буде нужио и више пута у години. Исто тако и одпушта се књажеским Указом.
- (Чл. 86) — Никакав данак не може се наложити или ударити без одобренија народне скупштине.
- (Чл. 87) — Сваки данак одређује се само за једну годину дана; и ако се по истеченију ове види и докаже из рачуна казначејства државног, да није довољан, то ће га скупштина народна за другу годину сходно повисити, како би мањак прошле године изишао.
- (Чл. 88) — Скупштини народној дужна је финансија давати сваке године a на захтевање њено и пре, чисте рачуне како о приходима тако и о расходима државним.
- (Чл. 89) — Годишња плаћа Књажеска не може се без одобренија народне скупштине повисити, но и без одобренија Књаза не може се умањити.
- (Чл. 90) — Народна схупштина има право чинити Књазу и Државном Совјету представленија о жалбама каквим и тегобама, и молити ји, да издаду закон о тому; јављати им злоупотребленија, која би видила у правленију; и тужити се Књазу на Државни Совјет, ако би членови његови или друге власти нарушиле устав или права, утврђена уставом, и нарушиле права кога год Србина.
- (Чл. 91) — Само народној скупштини предстоји право разполагати данак на народ.

У другим одељцима тога устава народној скупштиви дају се још некоја права.
- (Чл. 28) — Тако народна скупштина заједно са Државним Совјетом бира кнеза у случају изумирања лозе Обреновића и предлаже га Порти на потврду.
- (Чл. 54) — Са народном скупштином Књаз разговара преко Државиог Совјета, уколико му се не даде прилика да се сам непосредно с њом споразумева.
- (Чл. 104) — Зајам за државне потребе може се правити само уз пристанак народне скупштине.
- (Чл. 131) — Кад се буду подизале болнице, школе и друге државне установе, народна скуштина треба да им определи трошак.
- (Чл. 140) — Промене у овоме уставу могу се вршити само уз пристанак народне окупштине.